# 垂丝丁香
垂丝丁香（学名：Syringa komarowii var. reflexa）为木犀科丁香属西蜀丁香的变种。分布于中国大陆的四川、湖北等地，生长于海拔1,800米至2,900米的地区，常生于山坡灌丛、林缘以及水沟边林下，目前尚未由人工引种栽培。